# Hierarquia militar da Colômbia (Infantaria de Marinha)
Esta é a seção da Marinha de Hierarquia militar da Colômbia.
Esta seção é transcluída em:
- Hierarquia militar da Colômbia
- Infantaria de Marinha da Colômbia

## Graus e Insignias
As tabelas a continuação apresentam os graus e insígnias da Infantaria de Marinha da Colômbia.

### Oficiais
|                 | Hierarquia e Insignias - Infantaria da Marinha da Colômbia - Oficiais | Hierarquia e Insignias - Infantaria da Marinha da Colômbia - Oficiais | Hierarquia e Insignias - Infantaria da Marinha da Colômbia - Oficiais | Hierarquia e Insignias - Infantaria da Marinha da Colômbia - Oficiais | Hierarquia e Insignias - Infantaria da Marinha da Colômbia - Oficiais | Hierarquia e Insignias - Infantaria da Marinha da Colômbia - Oficiais | Hierarquia e Insignias - Infantaria da Marinha da Colômbia - Oficiais | Hierarquia e Insignias - Infantaria da Marinha da Colômbia - Oficiais | Hierarquia e Insignias - Infantaria da Marinha da Colômbia - Oficiais | Hierarquia e Insignias - Infantaria da Marinha da Colômbia - Oficiais | [veja Anexo]    |
| --------------- | --------------------------------------------------------------------- | --------------------------------------------------------------------- | --------------------------------------------------------------------- | --------------------------------------------------------------------- | --------------------------------------------------------------------- | --------------------------------------------------------------------- | --------------------------------------------------------------------- | --------------------------------------------------------------------- | --------------------------------------------------------------------- | --------------------------------------------------------------------- | --------------- |
| Código OTAN     | OF-10                                                                 | OF-9                                                                  | OF-8                                                                  | OF-7                                                                  | OF-6                                                                  | OF-5                                                                  | OF-4                                                                  | OF-3                                                                  | OF-2                                                                  | OF-1                                                                  | OF-1            |
| Colombia        | Sin equivalencia                                                      |                                                                       |                                                                       |                                                                       |                                                                       |                                                                       |                                                                       |                                                                       |                                                                       |                                                                       |                 |
| (em castelhano) | -                                                                     | General                                                               | Teniente General                                                      | Mayor General                                                         | Brigadier                                                             | Coronel                                                               | Teniente Coronel                                                      | Mayor                                                                 | Capitán                                                               | Teniente                                                              | Subteniente     |
| Abbr.           | -                                                                     | GR                                                                    | TG                                                                    | MG                                                                    | BG                                                                    | CR                                                                    | TC                                                                    | MY                                                                    | CT                                                                    | TE                                                                    | ST              |
| (em português)  | -                                                                     | General                                                               | Tenente-General                                                       | Major_General                                                         | Brigadeiro-General                                                    | Coronel                                                               | Tenente-Coronel                                                       | Major                                                                 | Capitão                                                               | Tenente                                                               | Segundo-Tenente |

### Praças
|                 | Hierarquia e Insignias - Infantaria da Marinha da Colômbia - Praças | Hierarquia e Insignias - Infantaria da Marinha da Colômbia - Praças | Hierarquia e Insignias - Infantaria da Marinha da Colômbia - Praças | Hierarquia e Insignias - Infantaria da Marinha da Colômbia - Praças | Hierarquia e Insignias - Infantaria da Marinha da Colômbia - Praças | Hierarquia e Insignias - Infantaria da Marinha da Colômbia - Praças | Hierarquia e Insignias - Infantaria da Marinha da Colômbia - Praças | Hierarquia e Insignias - Infantaria da Marinha da Colômbia - Praças | Hierarquia e Insignias - Infantaria da Marinha da Colômbia - Praças | [veja Anexo]    |
| --------------- | ------------------------------------------------------------------- | ------------------------------------------------------------------- | ------------------------------------------------------------------- | ------------------------------------------------------------------- | ------------------------------------------------------------------- | ------------------------------------------------------------------- | ------------------------------------------------------------------- | ------------------------------------------------------------------- | ------------------------------------------------------------------- | --------------- |
| Código OTAN     | OR-9                                                                | OR-9                                                                | OR-8                                                                | OR-7                                                                | OR-6                                                                | OR-5                                                                | OR-4                                                                | OR-3                                                                | OR-2                                                                | OR-1            |
| Colombia        |                                                                     |                                                                     |                                                                     |                                                                     |                                                                     |                                                                     |                                                                     |                                                                     |                                                                     | No Insignia     |
| (em castelhano) | Sargento Mayor de Comando Conjunto                                  | Sargento Mayor de Comando                                           | Sargento Mayor                                                      | Sargento Primero                                                    | Sargento Vice Primero                                               | Sargento Segundo                                                    | Cabo Primero                                                        | Cabo Segundo                                                        | Cabo Tercero                                                        | Infante Regular |
| Abbr.           | SMCCCIM                                                             | SMCCIM                                                              | SMCIM                                                               | SPCIM                                                               | SVCIM                                                               | SSCIM                                                               | CPCIM                                                               | CSCIM                                                               | C3CIM                                                               | -               |
| (em português)  | Sargento-Major de Comando Misto                                     | Sargento-Major de Comando                                           | Sargento-Major                                                      | Primeiro-Sargento                                                   | Sargento de Primeira Classe                                         | Segundo-Sargento                                                    | Cabo                                                                | Segundo-Cabo                                                        | Terceiro-Cabo                                                       | Infante         |